# Guerras Civis Argentinas

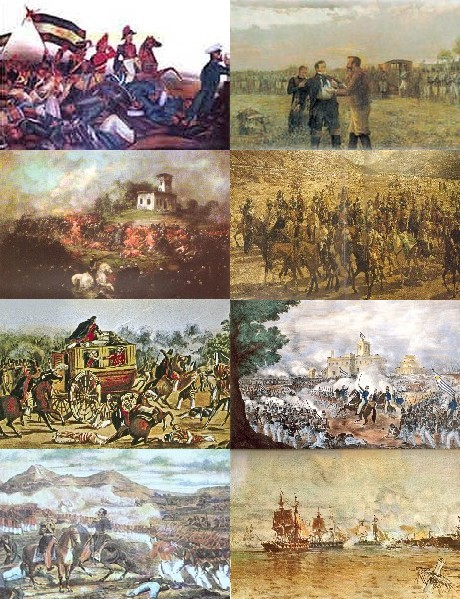
Do canto superior esquerdo: Batalha de Arroyo Grande, execução de Manuel Dorrego, Batalha de Pavón, morte de Juan Lavalle, assassinato de Facundo Quiroga, Batalha de Caseros, Batalha de Famaillá, Batalha de Vuelta de Obligado

As Guerras Civis Argentinas foram uma série de conflitos civis de intensidade variada que ocorreram nos territórios da Argentina de 1814 a 1853. Iniciada simultaneamente com a Guerra da Independência Argentina (1810-1820), o conflito impediu a formação de um corpo governante estável até a assinatura da Constituição Argentina de 1853, seguida de escaramuças de baixa frequência que terminaram com a Federalização de Buenos Aires. O período viu forte intervenção do Império Brasileiro que lutou contra estados e províncias em múltiplas guerras. Nações separatistas, antigos territórios do vice-reino, como a Banda Oriental, o Paraguai e o Alto Peru estiveram envolvidos em graus variados. Potências estrangeiras, como os impérios britânico e francês, exercem forte pressão sobre as nações emergentes em tempos de guerra internacional.
Inicialmente o conflito surgiu de tensões sobre a organização e os poderes das Províncias Unidas da América do Sul. A revolução de maio de 1810 desencadeou a divisão das Intendências (administrações regionais) do Vice-Reino em Cabildos. Estes rejeitaram a noção de que o governo central deveria ser capaz de nomear e destituir governadores das novas províncias; uma oposição geral ao centralismo. A escalada resultou na dissolução da Diretoria e do Congresso, deixando as províncias argentinas sob a liderança de homens fortes personalistas chamados Caudilhos, levando a escaramuças esporádicas até o restabelecimento de uma paz relativa após a guerra entre a Liga do Interior e o Pacto Federal. No entanto, os interesses conflitantes não permitiram a criação de um órgão de governo até a derrota do Pacto durante a Guerra do Prata. Os conflitos posteriores centraram-se no controle comercial das vias fluviais dos rios Paraná e Uruguai e do único porto do país, que viu a secessão de Buenos Aires da Confederação Argentina, sua unificação e subsequente desescalada das hostilidades à medida que o campo de batalha passou de motins para debates. dentro do sistema político do República Argentina.

## Principais conflitos
Fonte:
- Guerra entre o Diretor Supremo das Províncias Unidas do Río de la Plata e a Liga dos Povos Livres de José Artigas (1814-1820)
- Batalha de Cepeda (1820)
- Conflitos com o líder de La Rioja, Facundo Quiroga (1826–1835)
- Guerra federalista contra a Liga Unitarista (1831)
- Revolução dos Restauradores contra o governador de Buenos Aires, Juan Ramón Balcarce (1833)
- Conflitos com o líder de La Rioja Chacho Peñaloza (1835–1845; 1860–1863)
- Bloqueio francês do Río de la Plata (1838)
- Revolta dos Homens Livres do Sul, reprimida em Chascomús em 1839
- Revolta de Pedro Ferré em Corrientes (1839-1842)
- Envolvimento na Guerra Civil Uruguaia por Rosas em nome de Manuel Oribe (1839-1851)
- Guerra com a Coalizão do Norte (1840-1841)
- A revolta de Juan Lavalle contra Juan Manuel de Rosas (1841)
- Batalha de Caaguazú e derrota das forças unitárias em Corrientes (1841)
- Revolta de Joaquín Madariaga em Corrientes (1843-1847)
- Batalha da Vuelta de Obligado (1845) e bloqueio anglo-francês do Río de la Plata (1845-1850)
- O rompimento do líder de Entre Ríos, Justo José de Urquiza, com Rosas (1851)
- Batalha de Caseros (1852)
- Revolução de 11 de setembro de 1852, criando o Estado de Buenos Aires
- Cerco de Buenos Aires (1852-1853)
- Batalha de Cepeda (1859)
- Batalha de Pavón (1861)
- Revolución de los Colorados de Felipe Varela em Catamarca e outras províncias ocidentais (1867)
- Rebelião do líder de Entre Ríos, Ricardo López Jordán (1870-1876)
- A insurreição de Bartolomé Mitre contra o Partido Autonomista e o presidente eleito Nicolás Avellaneda (1874)
- A rebelião do governador de Buenos Aires, Carlos Tejedor, contra o presidente eleito Julio Roca (1880)